# Sân bay Akpaka
Sân bay Akpaka (ICAO: DXAK) là một sân bay ở Atakpamé, vùng Plateaux, Togo.

## Vị trí và cơ sở vật chất
Sân bay nằm trên độ cao 689 ft (210 m) so với mực nước biển và có một đường băng dài 900 m.